# Queen Maud Gulf
Der Queen Maud Gulf ist ein arktisches Gewässer vor der Nordküste von Nordamerika. Es liegt in der Region Kitikmeot im kanadischen Territorium Nunavut.

## Geographie
Der Golf befindet sich zwischen dem amerikanischen Festland im Süden, der King William Island im Nordosten und der Victoria Island im Nordwesten. Er ist nach Westen über die Dease Strait mit dem Coronation Gulf verbunden. Nach Osten führt die Simpson Strait zum Rasmussen Basin. Im Norden geht der Queen Maud Gulf in die Victoria Strait über.
Der Queen Maud Gulf ist reich an Inseln, Riffen und Untiefen. Im Norden, am Übergang zur Victoria Strait, befinden sich die Royal Geographical Society Islands, südlich davon, getrennt durch die Markham Strait, die Nordenskiöld Islands mit Amundsen Island. Südöstlich davon liegt Hat Island und direkt vor der Küste Klutschak-Halbinsel O’Reilly Island. Nordwestlich der Nordenskiöld Islands befindet sich Jenny Lind Island, noch weiter westlich Melbourne Island.
Am Eingang zur Dease Strait liegt auf Victoria Island die Siedlung Cambridge Bay.

## Geschichte
1839 segelten Peter Warren Dease (1788–1863) und Thomas Simpson (1808–1840) durch den Queen Maud Gulf. Seinen Namen verdankt das Gewässer dem norwegischen Polarforscher Roald Amundsen, der es während der erstmaligen Durchfahrung der Nord-West-Passage im Jahre 1905 nach der ersten Königin des unabhängigen Königreichs Norwegen, Maud von Großbritannien und Irland, benannte. Im September 2014 wurde westlich von O’Reilly Island in nur elf Meter Tiefe die Erebus gefunden, eines der beiden Schiffe der Franklin-Expedition. Das andere, die Terror, wurde zwei Jahre später in der Terror Bay, einer Bucht des Queen Maud Gulf an der Südwestküste von King William Island lokalisiert.

## Naturschutz
An der Südküste befindet sich seit 1961 das Vogelschutzgebiet Ahiak Migratory Bird Sanctuary. Es ist mit einer Fläche von 62.928 km² das größte föderale Naturschutzgebiet Kanadas und anerkanntes Feuchtgebiet von internationaler Bedeutung nach der Ramsar-Konvention. BirdLife International weist es als Important Bird Area (NU009) aus.